# قره‌بلاغ (گرمی)
قره‌بلاغ یک روستا در ایران است که در دهستان انی واقع شده‌است. قره‌بلاغ ۱۰۷ نفر جمعیت دارد.